# Каменское (Липецкая область)
Ка́менское — село Елецкого района Липецкой области. Центр Фёдоровского сельского поселения.
Образовалось в 1968 году в результате слияния поселков совхоза «Ка́менский» и сельскохозяйственной артели «Че́стный па́харь» (эти поселки возникли в 1920-х годах рядом со станцией Хитрово). Совхоз «Каменский» унаследовал имя реки Каменки.
Образованное село стало центром Фёдоровского сельского совета .
В Каменском есть два пруда на пересохшем притоке реки Каменки.

## Население
| 2008 | 2010  |
| ---- | ----- |
| 1312 | ↗1351 |